# (4768) Hartley
(4768) Hartley – planetoida z pasa głównego asteroid okrążająca Słońce w ciągu 5,68 lat w średniej odległości 3,18 j.a. Odkrył ją Andrew Noymer 11 sierpnia 1988 roku w Obserwatorium Siding Spring. Nazwa planetoidy pochodzi od Malcolma Hartleya – astronoma z Obserwatorium Siding Spring.